# Araneus madagascaricus
Araneus madagascaricus är en spindelart som först beskrevs av Embrik Strand 1908.  Araneus madagascaricus ingår i släktet Araneus och familjen hjulspindlar.
Artens utbredningsområde är Madagaskar. Inga underarter finns listade i Catalogue of Life.